# Geogarypus nepalensis
Geogarypus nepalensis är en spindeldjursart som beskrevs av Beier 1974. Geogarypus nepalensis ingår i släktet Geogarypus och familjen Geogarypidae. Inga underarter finns listade i Catalogue of Life.